# Sébazac-Concourès
 Sébazac-Concourès  là một xã ở tỉnh Aveyron, thuộc vùng Occitanie ở miền nam nước Pháp.